# ヤン・ヴァーツラフ・ヴォジーシェク
ヤン・ヴァーツラフ・ヴォジーシェク（Jan Václav Voříšek, Johann Hugo Worzischek, 1791年5月11日 - 1825年11月19日）は、チェコの作曲家。
本名は Jan Hugo であり、本項の元にもなっている Jan Václav は洗礼名である。

## 生涯
ボヘミアのヴァンベルク（Vamberk）で教師の息子として生まれる。1810年から1813年までプラハ大学で学び、1812年よりヤン・ヴァーツラフ・トマーシェクの弟子となる。1813年になるとウィーンに移り、そこで法律を学びながらヨハン・ネポムク・フンメルにピアノを師事した。ウィーンでは音楽サロンに参加し、そこで1814年にベートーヴェンと知り合う。1818年にはウィーン楽友協会の会員に、1823年には宮廷オルガン奏者となった。1825年に肺結核のためウィーンで死去。

## 作品
作品としては、ピアノ曲として狂詩曲、即興曲、変奏曲、ピアノソナタがあり、そのほかに室内楽曲、歌曲、交響曲ニ長調などがある。また、自筆の教会音楽作品が残っている。作風はベートーヴェンの影響が強く感じられる。
ヴォジーシェクの即興曲は、キャラクターピースとしての「即興曲」の最初の作例と考えられている。
狂詩曲Op.1は、ベートーヴェンの注目を浴びていたとも伝えられている。